# Place Hébert
La place Hébert est une place du 18e arrondissement de Paris, en France.

## Situation et accès
Elle est au point de rencontre de la rue de l'Évangile, de la rue Boucry, de la rue Pajol, de la rue Cugnot et de la rue des Roses.

## Origine du nom
Elle porte le nom d'Antoine Joseph Hébert, maire de l'ancienne commune de La Chapelle-Saint-Denis, devenu conseiller municipal du quartier de la Chapelle, de 1859 à 1870.

## Historique
Cette voie, de l'ancienne commune de la Chapelle, est ouverte et prend sa dénomination actuelle par un décret du 24 mai 1859.

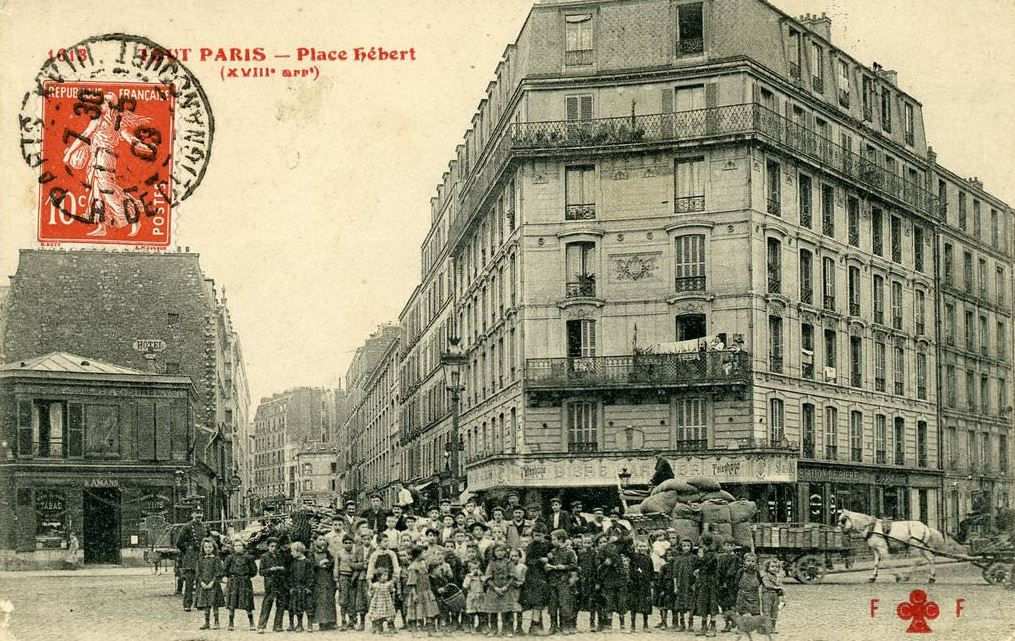
Paris, place Hébert, vers 1900.
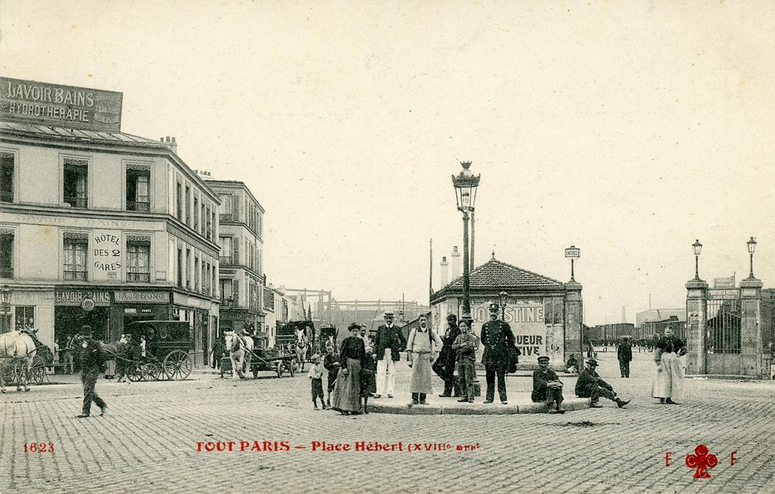
Place Hébert, Paris, vers 1900, face à la rue de l'Évangile.

### Gare Hébert
Le site Hébert est une zone ferroviaire de 5,2 hectares, créé vers 1896, lors de la reconstruction du pont de la rue Riquet. Situé face à la zone d'activité CAP 18, ce terrain triangulaire est délimité au sud-ouest par la rue Cugnot, au nord par la rue de l'Évangile et à l’est par le faisceau de la gare de Paris-Est.
En 2017, ce site fait l'objet d'une restructuration complète,, comme de nombreuses emprises ferroviaires à Paris.

### Puits artésien
Le square Paul-Robin, attenant à la place, est le lieu du premier forage d'un des cinq puits artésiens de Paris. On a y foré, de 1867 à 1874, un puits de 719 mètres de profondeur. Son débit était de 1 100 nWjour[Quoi ?], à 30 °C de température. Ce puits est le plus profond, même si les quatre autres trouvent leur eau dans la même nappe.

## Bâtiments remarquables et lieux de mémoire
Cette place, située au carrefour des rues des Rosiers, du Chemin de la Croix-de-l'Évangile, du chemin des Fillettes et de la rue de la Flache, date de 1859. On y trouvait en 1872 la chapelle Saint-Maurice, un bâtiment en bois.
La piscine Hébert est alimentée par un puits artésien de 719 mètres creusé dans le square Paul-Robin de 1863 à 1874 dans le but d'alimenter en eau le quartier, tous deux attenants à la place, similaire à celui du square de la Madone. L'eau est à une température de 30 °C. Construite par l'architecte Kuffer, elle date de 1896.
La place a été immortalisée en 1957 par Robert Doisneau dans la photographie Les Enfants de la place Hébert.

## Dans la littérature
- Jean-Christophe Bailly, dans Paris quand même, consacre un chapitre (Mais qui connaît la place Hébert?) à la place et au quartier environnant.
- Thomas Clerc, dans Paris musée du XXIe siècle - Le dix-huitième arrondissement, écrit : « (…) l’un des endroits que seuls les vrais Parisiens connaissent (…), peut-être le coin que je préfère dans mon quartier. (…) petite, champêtre, son dessin en demi-lune inachevé la rend fragile comme si elle n’était pas finie, faute de temps et de moyens (…) ».

## Au cinéma
Le film Les Marchands de sable est tourné sur la place Hébert et dans les rues adjacentes.